# Prawo efektu
Prawo efektu  – pojęcie z dziedziny behawioryzmu. Wprowadzone zostało przez Edwarda Thorndike'a pracującego nad zjawiskami uczenia się u kotów (1911 r.). Koty zamknięte w klatkach miały nauczyć się je otwierać i uzyskiwać w ten sposób dostęp do pokarmu. Jeśli kot odkrył metodę otwierania klatki, mógł się najeść, jeśli nie, pozostawał w klatce głodny. Była to sytuacja typu "wszystko albo nic", do której rozwiązania koty dochodziły dość długo. Interpretując wyniki Thorndike doszedł do wniosku, że podczas uczenia się powstają w mózgu różne połączenia, z których te umożliwiające wyjście z klatki utrwalają się, natomiast pozostałe jako nieefektywne są eliminowane (nieaktualna teoria koneksjonizmu). Z tego też wykoncypował prawo efektu, które mówi: "Im większe zadowolenie lub przykrość, tym większe wzmocnienie lub osłabienie związku".
Prawo to później rozwijali inni behawioryści np. Burrhus Skinner. Mimo że odkrycie Thorndike'a otrzymało nazwę prawa, w niczym nie wyszło poza ustalenia Pawłowa, który już na początku swych badań (1904 r.) odkrył, że  warunkiem efektu (trwałego uzyskania pożądanej reakcji) jest wzmacnianie reakcji. Użyta w definicji nazwa i słowa mają drugorzędne znaczenie.
Samo prawo cieszy się wciąż dużym powodzeniem u psychologów, gdzie jest przyjmowane jako pewnik, bez względu na okoliczności i warunki eksperymentu. Jest na tyle ogólne że trudno je uznać za całkowicie błędne, a z drugiej strony, trudno przy jego pomocy wytłumaczyć efekty wygaszania chronicznego (brak efektu wszystko albo nic) albo efekt warunkowania  negatywnego, gdzie mimo braku przykrości związek się utrzymuje. Nie ma też ono zastosowania w warunkowaniu klasycznym, bowiem łatwo zauważyć, że przy karmieniu produkcja śliny będzie większa, jeśli psu podamy proszek mięsny niż znacznie smaczniejszą szynkę (według prawa powinno być odwrotnie).
W Psychologii można znaleźć prawo efektu w wersji z 1898 r. sformułowane w następujący sposób: zachowanie, które w danej sytuacji wywołuje odczucie zadowolenia (satysfakcję) zostaje skojarzone z tą sytuacją i jeśli w przyszłości sytuacja ta się powtórzy, to wzrasta prawdopodobieństwo, iż powtórzone zostanie także to zachowanie. Jeżeli natomiast w danej sytuacji zachowanie wywoła odczucie dyskomfortu, to spada prawdopodobieństwo powtórzenia się tego zachowania w podobnych warunkach w przyszłości. Tak więc zgodnie z tą wersją, lwy z afrykańskiej sawanny powinny już dawno wyginąć, bowiem jak się oblicza na 5-10 przeprowadzonych przez nie polowań, tylko jedno kończy się sukcesem. Prawo w tym brzmieniu zupełnie pomija motywację (napęd) która jest podstawą warunkowania. 